# Evacanthus procerus
Evacanthus procerus är en insektsart som beskrevs av Cai och Shen 1997. Evacanthus procerus ingår i släktet Evacanthus och familjen dvärgstritar. Inga underarter finns listade i Catalogue of Life.